# Petrocallis pyrenaica
Petrocallis pyrenaica là một loài thực vật có hoa trong họ Cải. Loài này được (L.) R.Br. miêu tả khoa học đầu tiên năm 1812.